# Onalethata Thekiso
Onalethata Thekiso (né le 14 mai 1981 à Machaneng au Botswana) est un joueur de football international botswanais, qui évolue au poste d'attaquant.

## Biographie

### Carrière en sélection
Onalethata Thekiso reçoit 24 sélections en équipe du Botswana entre 2006 et 2014, inscrivant un but.
Il marque son seul but en sélection le 31 juillet 2011, en amical contre le Swaziland (victoire 0-2).
Il participe avec l'équipe du Botswana à la Coupe d'Afrique des nations 2012 organisée au Gabon et en Guinée équatoriale.

## Palmarès
Township Rollers
- Championnat du Botswana (1) :
  - Champion : 2009-10.